# Skäckerfjällen

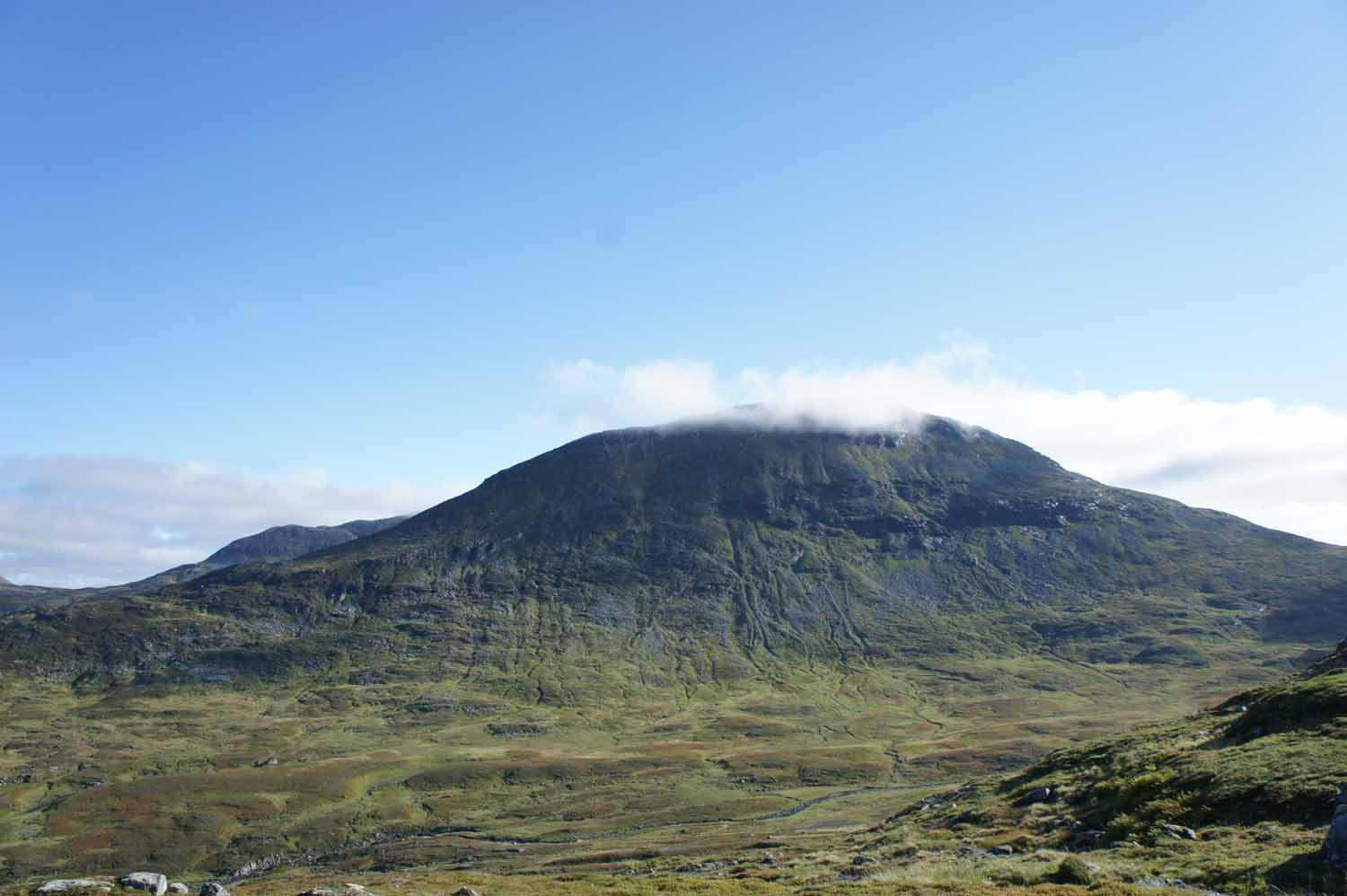
Sockertoppen som ligger i Skäckerfjällen.

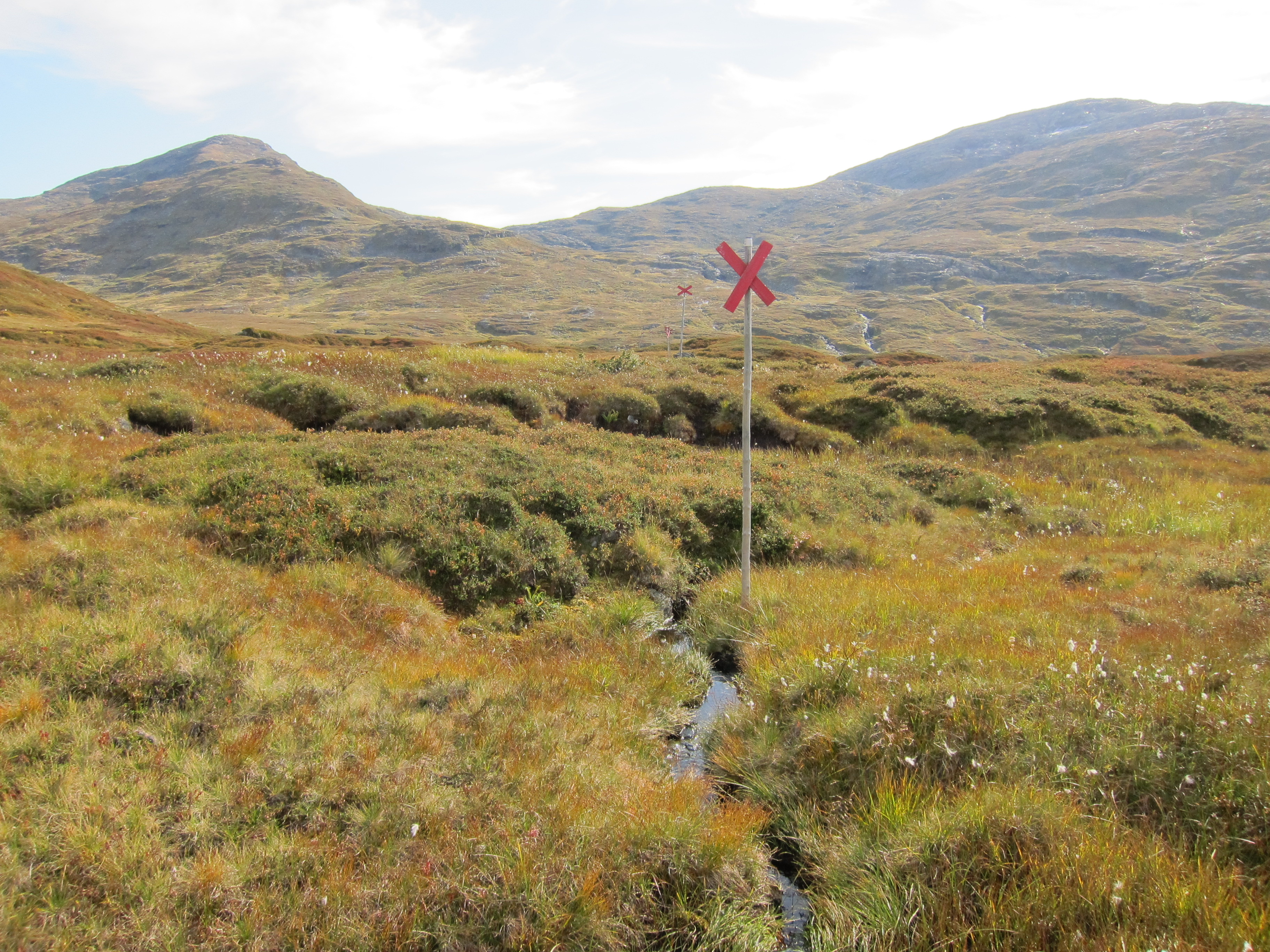
Skäckerfjällen under sensommaren.

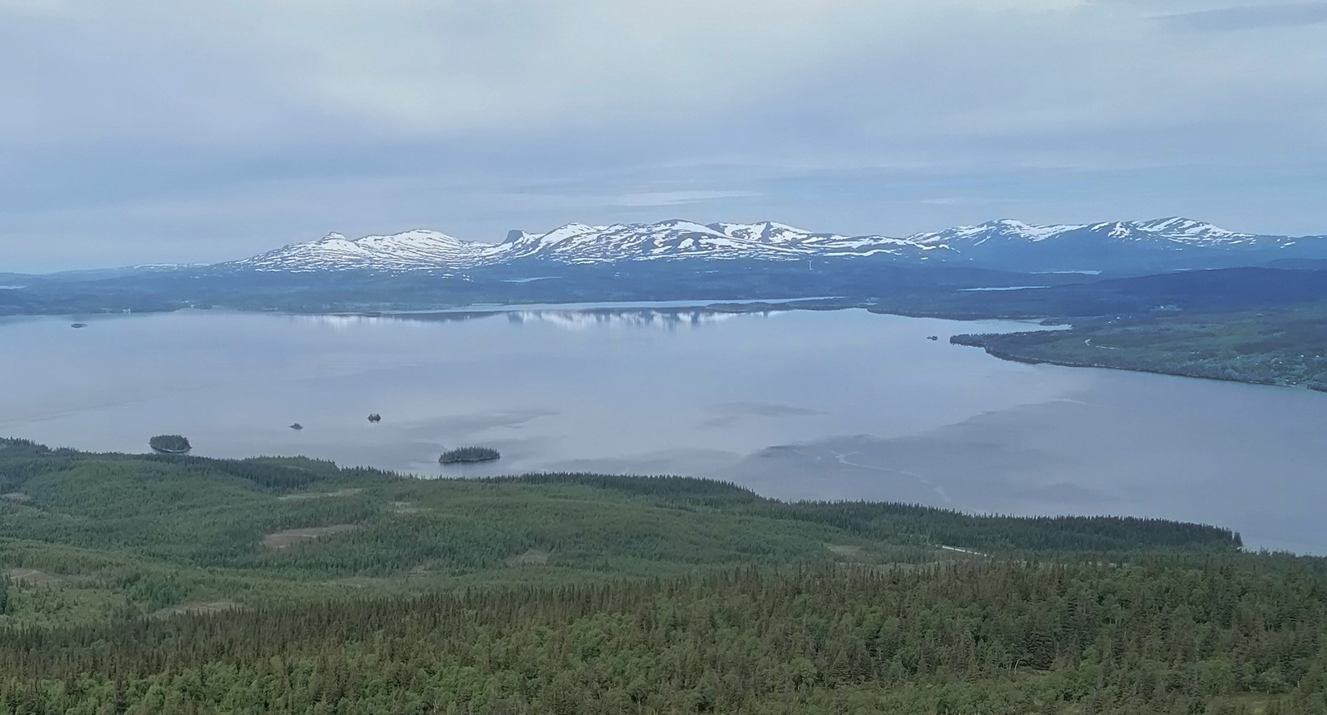
Skäckerfjällen med Kallsjön i förgrunden

Skäckerfjällen är ett fjällmassiv beläget i Kalls socken i norra delen av Åre kommun, Jämtlands län.
Här ligger Skäckerfjällens naturreservat på 467 km² bildat 1988, känt för sin kuperade högfjällslika terräng, trots de låga topparna. 
Inom området finns endast en sommar/vinterled, mellan Anjan och Kolåsen. Sevärda platser framför allt är Rutdalen och Sockertoppen. Sockertoppen är ett spetsigt fjäll mitt i området.
Fjällområdet hör till Jämtlands nederbördsrikaste, med en årsnederbörd på cirka 1 500 millimeter.

## Toppar
- Steavhkere (Sandfjället) 1 230 m ö.h.
- Mahkentjahke 1 205 m ö.h.
- Jorpetjahke 1 203 m ö.h.
- Gihperegaejsie (Sockertoppen) 1 202 m ö.h.
- Stoere Tjohkele (Anjeskutan) 1 201 m ö.h.

## Dalar
- Rovtse (Rutdalen)
- Strydalen